# 반코마이신
반코마이신(vancomycin)은 항생제의 일종이며, 대부분의 그람 양성균에 주로 써진다.
1953년에 보르네오 정글 속 방선균물(Actinobactera)로 한해 처음 발견되었으며, 이 박테리아로 반코마이신이 만들어진다.

## 같이 보기
- 반코마이신 내성 황색 포도상구균
- 반코마이신 내성 창자알균
- 메티실린